# Migració vertical diària
La migració vertical diària és un patró de moviment utilitzat per alguns organismes, com els copèpodes, que viuen a l'oceà i als llacs. La migració es produeix quan els organismes es traslladen a la zona epipelàgica (superficial) durant la nit i tornen a la zona mesopelàgica (profunda) dels oceans o a la zona hipolimnion dels llacs durant el dia. És la migració més gran del món en termes de biomassa.
Aquesta migració està sota el control de les variacions en la intensitat de la llum i / o (per a algunes espècies) de la polarització de la llum submarina percebuda per les espècies en qüestió. La migració vertical pot ser pertorbada per la contaminació lumínica.

Migració diària de la vida marina entre la zona crepuscular i la superfície de l'oceà. Animació de la NASA

En el cas en què els organismes migren a la superfície durant la nit per alimentar-se i baixen a les capes més profundes durant el dia, aquesta migració també es coneix com a nictemeral. Alguns autors han comparat aquests moviments amb una mena de batec o una bomba biològica.
En algunes espècies, només una part de la població fa aquesta migració, l'altra roman a la superfície o a la profunditat. Per exemple, poden ser larves planctòniques que tornen a la nit o, per contra, altres espècies d'adults que segueixen el plàncton, que és la seva font alimentària. Un depredador d'espècies que realitzen aquestes migracions verticals pot seguir les migracions de la seva presa, o simplement esperar que arribin cap a ell. Totes aquestes estratègies semblen conviure en la natura.

## El seu descobriment
Durant la Segona Guerra Mundial, mentre l'U.S. Navy prenia lectures de sonar sobre l'oceà, va descobrir la capa profunda de dispersió (en anglès, deep scattering layer, DSL). El DSL és causat per grans grups d'organismes que dispersen les ones del sonar i creen un «fons fals» o «fons fantasma». El fons fals és superficial durant la nit i més profund durant el dia; aquest va ser el primer enregistrament de la migració vertical diària.
Una vegada que els científics van començar a fer més investigacions sobre el que estava causant el DSL, es va descobrir que una gran varietat d'organismes migraven verticalment. La majoria dels tipus de plàncton i alguns tipus de nècton han exhibit algun tipus de migració vertical, tot i que no sempre és diària. Aquestes migracions poden tenir efectes substancials en els mesopredadors i els superdepredadors mitjançant la modulació de la concentració i l'accessibilitat de les seves preses (per exemple, impactes en el comportament d'alimentació dels pinnípedes).

## Tipus
Hi ha tres tipus de migració vertical:
- diària: Aquesta és la forma més comuna. Els organismes migren diàriament, normalment cap a aigües poc profundes a la nit i cap aigües profundes durant el dia.
- estacional: Depenent de l'estació, els organismes es troben a diferents profunditats.[6]
- ontogenètica: Els organismes passen les diferents etapes del seu cicle de vida a diferents profunditats.[7]

## Factors
Hi ha dos factors diferents que se sap que tenen un paper en la migració vertical:
- factors endògens, que provenen de l'organisme; sexe, edat, ritmes biològics... La Institució d'Oceanografia de Scripps (Scripps Institution of Oceanography, SIO) va dur a terme un experiment amb organismes continguts en dipòsits de columnes amb cicles de llum-foscor. Uns dies més tard, el cicle de llum es va canviar per una llum constant, i els organismes encara van mostrar migracions verticals. D'aquesta manera, es suggereix que algun tipus de resposta interna està causant la migració.[8]
- factors exògens,[9] que són factors ambientals que actuen sobre l'organisme com la llum, la gravetat, l'oxigen, la temperatura, les interaccions depredador-presa...
  - llum:[Nota 1] Els organismes busquen una intensitat òptima de la llum. Si hi ha una gran quantitat de llum, l'organisme viatjarà a on estigui més còmode. Els estudis han demostrat que els organismes no migraren cap a la superfície durant la lluna plena, i que comencen a emigrar durant un eclipsi.
  - temperatura: De vegades, les termoclines poden actuar com una barrera que un organisme no creuarà.
  - salinitat: En zones com l'Àrtida, el gel fos crea una capa d'aigua dolça que els organismes no poden creuar.
  - depredadors kairomones: Un depredador pot alliberar un indicador químic que pot fer que la seva presa migri de manera vertical.[11]

## Causes
Hi ha moltes hipòtesis sobre per què els organismes migren verticalment, i diverses podrien ser vàlides en un moment determinat.
- Evitar els depredadors: La depredació dependent de la llum per part dels peixos és un factor habitual que afecta el comportament de la migració vertical diària en el zooplàncton. Una columna d'aigua determinada es pot veure com un gradient de risc, on les capes superficials són més perilloses per residir durant el dia que l'aigua profunda i, per tant, promou una longevitat variada entre el zooplàncton que s'assenta a diferents profunditats.[13] De fet, en molts casos, és avantatjós que el zooplàncton migri a aigües profundes durant el dia per evitar la depredació i vagi cap a la superfície a la nit per alimentar-se.
- Avantatges metabòlics: Al alimentar-se a les aigües superficials càlides durant la nit i residir a les aigües més fredes durant el dia, els organismes poden conservar l'energia. D'altra banda, els organismes que s'alimenten del fons en aigua freda durant el dia poden emigrar a aigües superficials a la nit per digerir el menjar a temperatures més càlides.
- Dispersió i transport: Els organismes utilitzen els corrents per trobar aliments o per mantenir-se en una zona determinada.
- Evitar el dany dels raigs UV: La llum solar pot penetrar a la columna d'aigua. Si un organisme, especialment alguna cosa petita com els microbis, es troba massa a prop de la superfície, els raigs UV poden danyar-los. Per aquest motiu, eviten situar-se massa a prop de la superfície, especialment durant el dia.
- Transparència de l'aigua: Una teoria recent de la migració vertical diària, anomenada «Hipòtesi del regulador de la transparència», argumenta que la transparència de l'aigua és una variable dels factors exògens que causa el comportament de la migració vertical diària en un entorn determinat.[14] En aigües menys transparents, on hi ha peixos i hi ha més aliment, els peixos solen ser el principals causants de la migració vertical diària. En columnes d'aigua més transparents, on els peixos són menys nombrosos i la qualitat dels aliments es millora en aigües més profundes, els raigs UV poden viatjar més lluny, funcionant així com la principal causa del moviment vertical diàri en aquests casos.[15]

## Distàncies i velocitats verticals recorregudes
En comparació amb la petita grandària d'aquestes espècies, les distàncies verticals recorregudes poden ser considerables: 155 m de mitjana per al crustaci Eucopia unguiculata i fins a 630 m per al decàpode Gennadas elegans.
En 3 espècies (l'eufausiacis Thysanopoda aequalis, el sifonòfor Abylopsis tetragona i el gasteròpode Cymbulia peronii), tota la població ascendeix i descendeix per la columna d'aigua, mentre que l'Eucopia unguiculata i l'eufausiacis Nematoscelis megalops, només migren alguns dels individus. En general, els individus que migren verticalment comencen a baixar al matí (una mica abans de la sortida del sol) i comencen a pujar una mica abans del capvespre. Segons els autors d'aquest estudi, la cronologia de les migracions està relacionada amb la profunditat dels nivells batimètrics ocupats per espècies diàriament. La grandària (i, per tant, l'edat) dels individus també influeix en els temps i la velocitat de la migració en algunes espècies (Nematoscelis megalops per exemple).
Tarling et al. el 1999 va demostrar que la llum lunar o un eclipsi lunar van ser suficients per influir en aquests moviments verticals. En aquesta ocasió, van mesurar velocitats verticals fins a 7 cm/s en el crustaci Meganyctiphanes norvegica.

## En els contexts de les turbulències
Les turbulències, independentment de la seva procedència, modifiquen les estratificacions de les capes d'aigua i, per tant, pot afectar (temporalment o permanentment) les migracions planctòniques. Les turbulències s'han considerat durant molt de temps com una explicació important per a la successió d'espècies motrius i no motrius en aigües turbulentes o el seu enfocament.
Aquesta hipòtesi, però, deixa de banda la possible adaptació de les espècies mòbils, el que podria, per exemple, respondre de manera activa a les senyals de turbulència canviant el seu comportament de natació per evitar les zones de fortes turbulències. Estudis recents mostren que, de fet, el fitoplàncton (incloent les rafidofícies i els dinoflagel·lats) pot adaptar la seva estratègia de migració en resposta a les turbulències. El plàncton exposat a turbulències de Kolmogórov en un laboratori, imitant les turbulències oceàniques, es divideix en 5 a 60 minuts en dos sub-poblacions, una neda cap amunt i l'altra cap avall. La comprensió d'aquest mecanisme podria permetre modelar el comportament de les algues unicel·lulars nocives o responsables de les flors d'aigua que poden crear zones mortes. L'alga rafidofícia nociva Heterosigma akashiwo canvia la forma de la cèl·lula en aquest context (la modulació de l'asimetria anterior de les cèl·lules es tradueix en una inversió del sentit del moviment, el que permet aquesta espècie planctònica moure's lluny de les àrees més turbulentes). El moviment d'aquestes espècies no és a l'atzar, i dins de la mateixa població, els individus poden ajustar el seu comportament natatori per escapar de les zones més turbulentes, que pot ser una important estratègia de supervivència.
Aquest comportament implica migracions que també són «horitzontals», i que probablement també interfereixen amb la deriva del plàncton.

## Avantatge pel que fa a l'evolució
Aquest comportament permet als organismes que practiquen aquesta migració evitar els depredadors.
També estalvia energia; les aigües més profundes també són més fredes i durant els períodes en què l'aliment és escàs (vegeu flor d'aigua), quedar-se en aquestes aigües de temperatura més baixa frena el metabolisme dels organismes, el que els permet resistir la manca d'aliments. Aquestes aigües profundes també són menys turbulentes que les aigües superficials. Per tant, es necessita menys energia a les aigües profundes.
Les aigües superficials, on els corrents són més forts, permeten una dispersió més eficient dels petits organismes, que poden ser útils per a la colonització de nous entorns.

## La seva importància per a la bomba biològica

Bomba biològica.
Intercanvi de CO₂ entre l'aire i el mar

La bomba biològica és la conversió de CO₂ i nutrients inorgànics per la fotosíntesi vegetal en matèria orgànica particulada a la zona eufòtica i la transferència cap a l'oceà més profund. Aquest és un procés important en l'oceà i sense migració vertical, no seria tan eficient. L'oceà profund obté la major part dels seus nutrients des de la columna d'aigua superior quan s'enfonsen en forma de neu marina. Està formada per animals morts o moribunds (necromassa) i microbis, matèria fecal, sorra i altres materials inorgànics (detritus).
Els organismes migren per alimentar-se de nit, de manera que quan migren de tornada a la profunditat durant el dia expulsen grans quantitats de matèria fecal, que s'enfonsa. Mentre que alguns grànuls fecals més grans poden enfonsar-se força ràpidament, la velocitat que els organismes es mouen de nou cap a la profunditat encara és més ràpida. A la nit, els organismes es troben als primers 100 metres de la columna d'aigua, però durant el dia baixen fins als 800-1.000 metres. Si els organismes defequessin a la superfície, la matèria fecal pot arribar a la profunditat que arribaven en qüestió d'hores. Per tant, mitjançant l'alliberament de matèria fecal a la profunditat, la matèria fecal s'estalvia un viatge de 1.000 metres per arribar a l'oceà profund. Això es coneix com a «transport actiu». Els organismes tenen un paper molt actiu en el trasllat de la matèria orgànica fins a les profunditats. Com que la gran majoria dels organismes que viuen als mars profunds, especialment els microbis marins, depenen dels nutrients que caiguin, quan més ràpids arribin al fons oceànic, millor. El zooplàncton i les salpes tenen un paper important en el transport actiu de la matèria fecal. S'estima que el 15-50% de la biomassa del zooplàncton migra, que representa el transport del 5-45% de les partícules de nitrogen orgànic cap a la profunditat.
Les salpes són un gran plàncton gelatinós que pot migrar verticalment a 800 metres i menjar grans quantitats d'aliments a la superfície. Tenen un temps molt llarg de retenció d'intestins, de manera que la matèria fecal es sol alliberar a la màxima profunditat. Les salpes també són conegudes per produir matèria fecal voluminosa. A causa d'això, tenen una velocitat d'enfonsament molt ràpida, se sap que s'hi afegeixen petites partícules de detritus. Això fa que s'enfonsin molt més ràpidament. Així doncs, mentre encara hi ha molta investigació per què els organismes migren verticalment, és evident que la migració vertical té un paper important en el transport actiu de la matèria orgànica dissolta a profunditat.

## Mitjans d'estudi
Molts organismes poden viatjar i migrar també horitzontalment o ser transportats pel corrent; estudiar aquestes migracions és una tasca complexa. Existeixen diverses maneres d'observar o rastrejar les migracions verticals al mar o llacs:
- fent submarinisme,
- immersió en campanes d'immersió[25] un robot submarí o un altre submergible,[26]
- pesca d'arrossegament,
- pesca amb xarxa de plàncton
- detecció d'índexs acústics d'agrupàció de plàncton o altres organismes a certa profunditat,[27] inclòs el krill.[28]